# Accetta

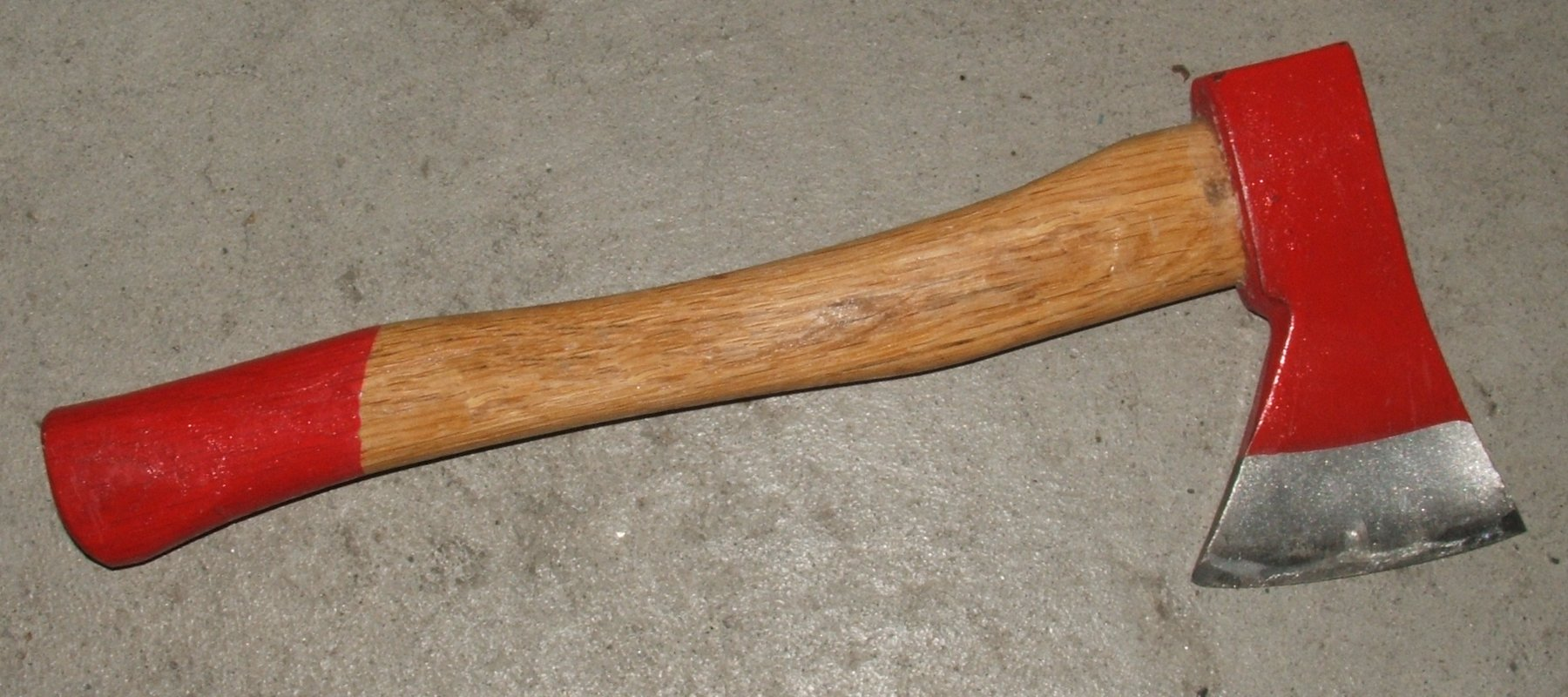
Accetta

L'accetta è un attrezzo manuale utilizzato nella sbozzatura e nel taglio della legna.
È anche utilizzata per l'attività di estrazione del sughero.

## Caratteristiche
Questo strumento è costituito da tre parti:
- il manico, costruito in legno, che ha le dimensioni tipiche di circa 30-35 cm;
- la testa, chiamata anche ferro, costruita in ferro, con forma trapezoidale con un lato tagliente di forma curva e con un peso totale di circa 600-700 g
- il cuneo, che serve a fissare il manico alla testa.

## Uso

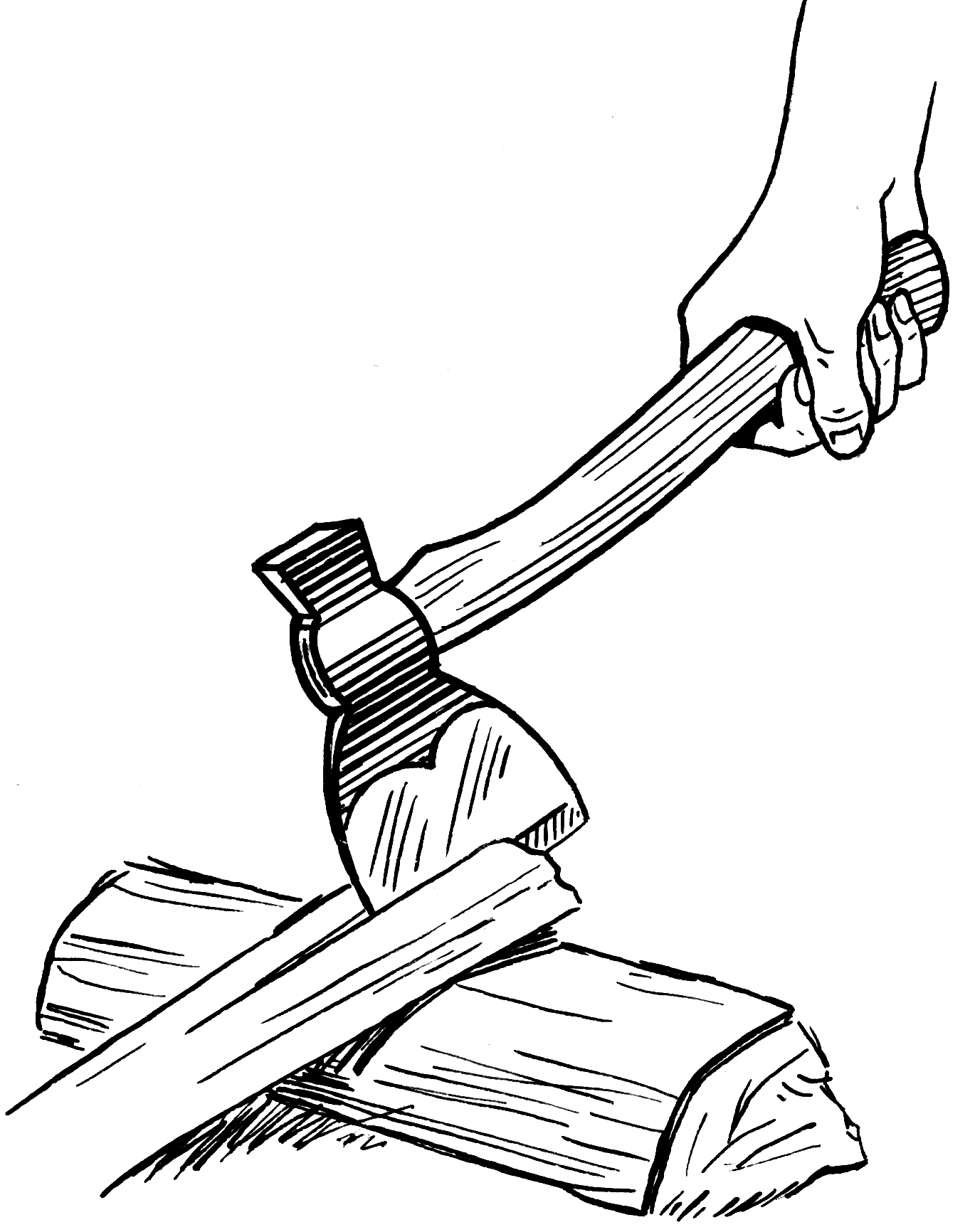
Utilizzo di un'accetta per tagliare dei pezzi di legno

L'accetta viene utilizzata con una sola mano, impugnandola all'estremità del manico, e colpendo il tronco con un angolo di circa 60°.
Il modello canadese viene spesso utilizzato nello scautismo.
Attrezzo simile ma più grande e da usare con due mani è la scure.